# Sypnoides hollowayi
Sypnoides hollowayi är en fjärilsart som beskrevs av Kobes 1985. Sypnoides hollowayi ingår i släktet Sypnoides och familjen nattflyn. Inga underarter finns listade i Catalogue of Life.